# Frederik Samuel Knipscheer
Frederik Samuel Knipscheer (* 14. Februar 1871 in Amsterdam; † 5. Dezember 1955 in Bloemendaal) war ein niederländischer Theologe und Historiker.

## Leben
Frederik Samuel war der Sohn des Schulleiters und Religionslehrers der taufgesinnten Gemeinde in Amsterdam Jan Knipscheer (* 30. August 1836 in Zaandam; † 8. Juni 1927 in Den Haag) und dessen Frau Wilhelmina Johanna Meihuizen (* 30. März 1838 in Amsterdam; † 2. April 1926 ebenda). Nach dem Besuch des Gymnasiums, studierte er Theologie am taufgesinnten Seminar und 1890 an der Universität Amsterdam. Nachdem er 1896 sein Probejahr absolviert hatte, wurde er 1898 Pfarrer in Akersloot, 1903 Pfarrer in Grosthuizen und war 1911 Pfarrer in Zaltbommel. Während des Ersten Weltkrieges betätigte er sich als Feldprediger und wurde 1936 aus seinem Pfarramt emeritiert. Seine Rente verlebte er in Bloemendaal im Hause Wildhoef.
Der freigeistige Theologe war begeistert von der Geschichte. Auf seine Initiative hin wurde in Zaltbommel das Kirchenarchiv indizierend geordnet, später setzte er die Arbeit in Den Haag im Büro für historische Demographie (heute Centraal bureau voor genealogie) fort, dessen Gründer er wurde. Knipscheer hatte eine Vorliebe für historische Biographien. So lieferte er mehrere Beiträge für das Nieuw Nederlandsch Biografisch Woordenboek (NNBW) und das Biografisch Woordenboek van Protestantsche Godgeleerden in Nederland (BWPGN). Sein Hauptforschungsgebiet war das Werk von Heinrich Bomelius (um 1490–1570) und den Anfängen der reformierten Kirche in den Niederlanden. Zudem hatte er mehrere kirchengeschichtliche Abhandlungen in verschiedenen niederländischen Journalen und Fachzeitschriften hinterlassen.
Knipscher heiratete am 21. Juli 1898 in Amsterdam Geertruida Diederika van der Linden (* 6. Januar 1870 in Amsterdam; † 7. September 1958 in Bloemendaal). Aus der Ehe stammen Kinder, von diesen kennt man:
- Wilhelmina Johanna Knipscheer (* 6. Mai 1899 in Akersloot; † 4. Dezember 1989 in Zierikzee) verh. 4. April 1923 in Zaltbommel mit den Huthändler Huybert van de Stadt
- Nicolaas Knipscheer (* 30. Dezember 1900 in Akersloot; † 20. März 1957 in Utrecht) verh. 26. März 1928 in Semarang (Jakarta) mit Leilana Gerarda Agatha van der Stadt
- Geertruida Knipscher (* 8. Februar 1902 in Akersloot; † 4. Mai 1984 in Egmond a/d Hoef)
- Amalia Louisa Geertruida Knipscheer (* 6. September 1905 in Avenboon; † 20. November 1980 in Berkel en Rodenrijs) verh. 5. März 1930 in Zaltbommel mit Jacobus Verkade (* 29. März 1906 in Zaandam; † 27. Juni 2008 in Holten)

## Schriften
- De invoering en waardeering der gereformeerde belijdenis-schriften in Nederland vóór 1618. Leiden 1907
- De vestiging der Gereformeerde Kerk in Noord-Holland, 1572-1608. 1908
- Bijgeloof uit alle tijden. Geïllustreerd naar oude prenten, 5 nummers. Baarn 1908–1909
- De Nederlandsche gereformeerde synoden tegenover de Doopsgezinden. Leiden 1910
- Hoe Rome over de protestanten dacht en denkt. Baarn 1911
- Henricus Leo, een remonstrantsch-gereformeerdpredikant (ca. 1575 - 1648). Huis ter Heide 1929
- Hendrik van Bommel (1490? - 1570). 1943, 1955
- Kerkhervormer in Nederland en de Rijnlanden. 1955
- De Verassing van Zalt-Bommel na 350 jaren herdacht. Gedenkboek. Zalt-Bommel, 1922

## Weblink
- Knipscheer bei der digitalen Bibliothek der niederländischen Literatur (DBNL)

| Personendaten    | Personendaten                            |
| ---------------- | ---------------------------------------- |
| NAME             | Knipscheer, Frederik Samuel              |
| KURZBESCHREIBUNG | niederländischer Theologe und Historiker |
| GEBURTSDATUM     | 14. Februar 1871                         |
| GEBURTSORT       | Amsterdam                                |
| STERBEDATUM      | 5. Dezember 1955                         |
| STERBEORT        | Bloemendaal                              |